# Drypetes deplanchei
Drypetes deplanchei là một loài thực vật có hoa trong họ Putranjivaceae. Loài này được (Brongn. & Gris) Merr. mô tả khoa học đầu tiên năm 1951.

## Hình ảnh

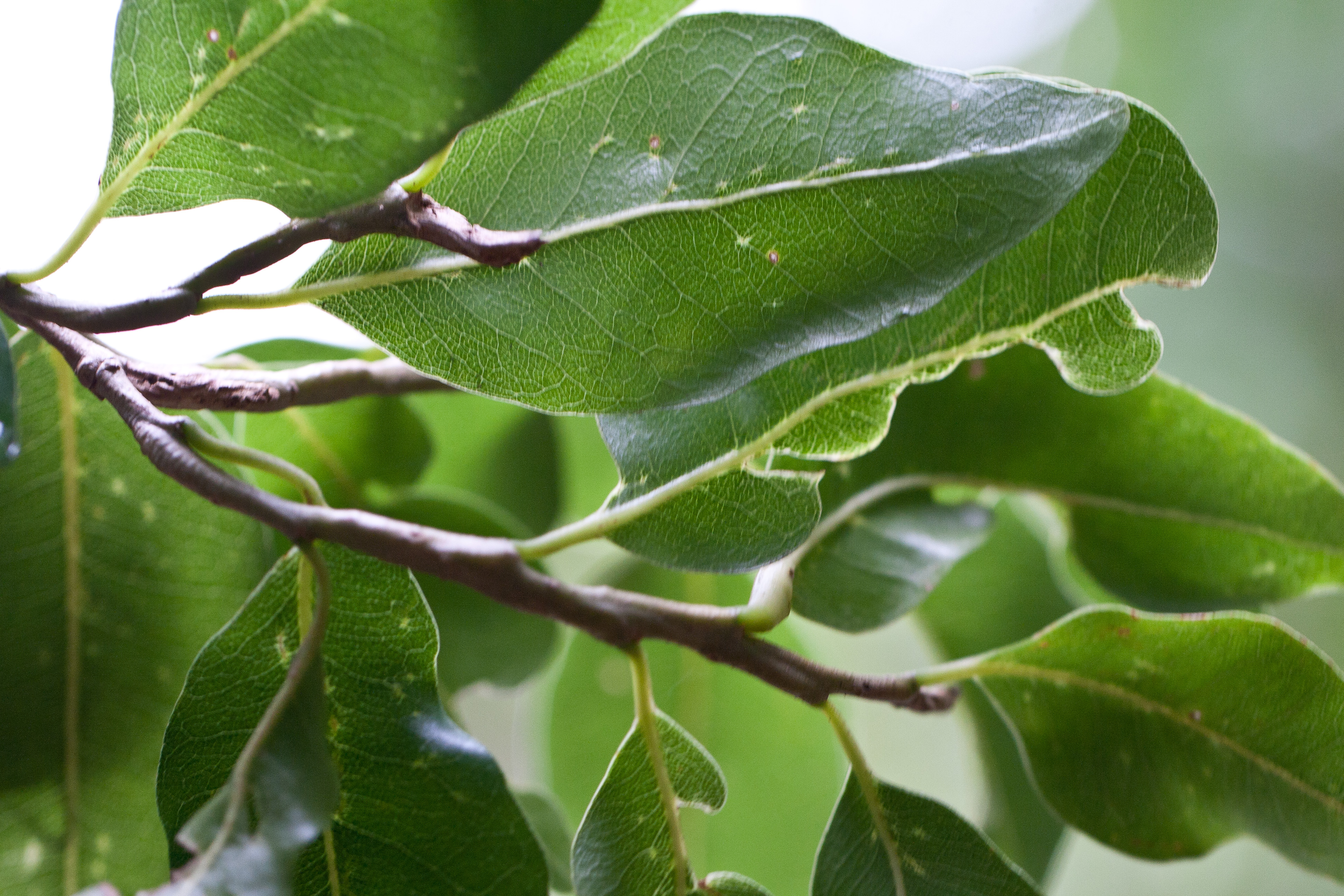
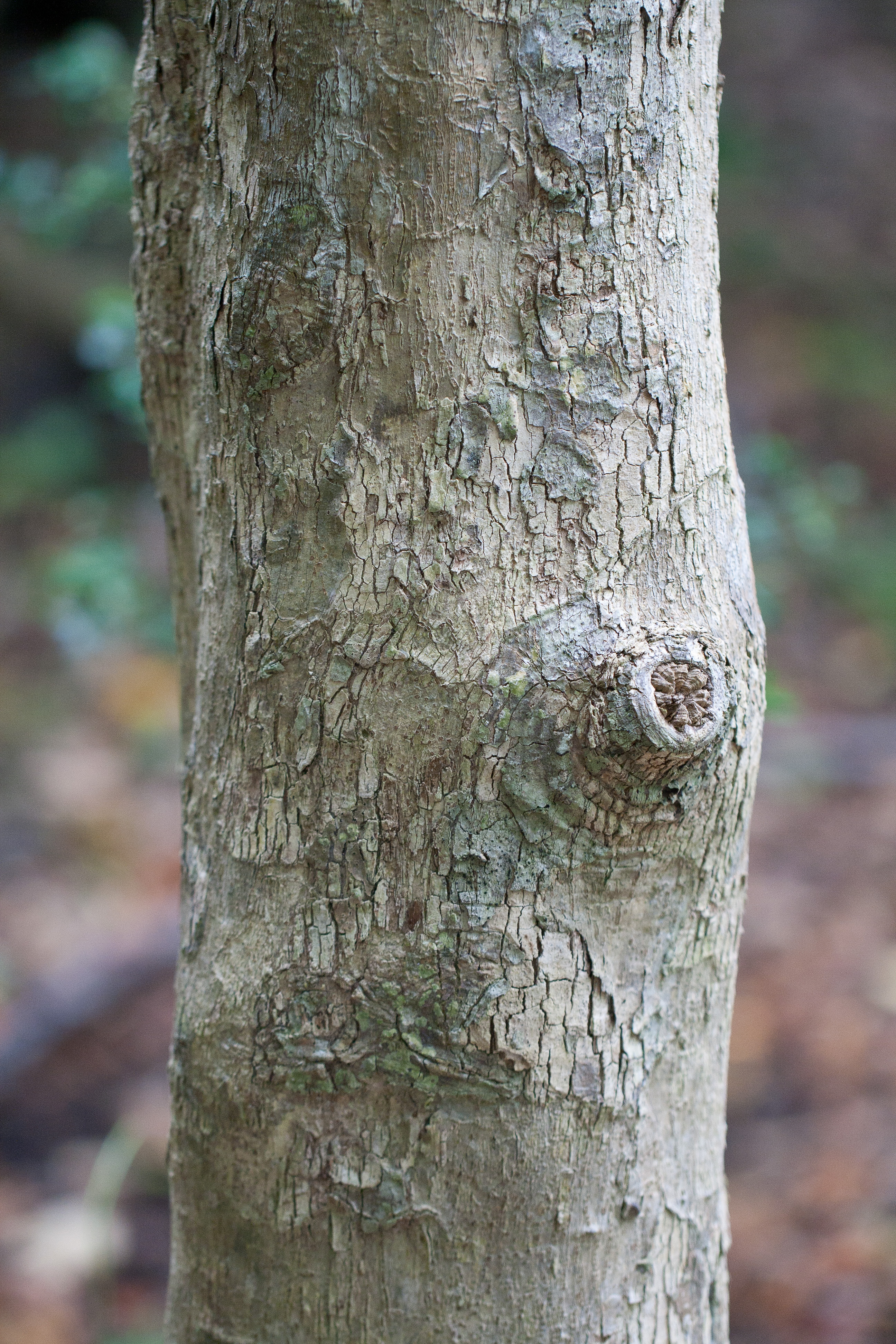
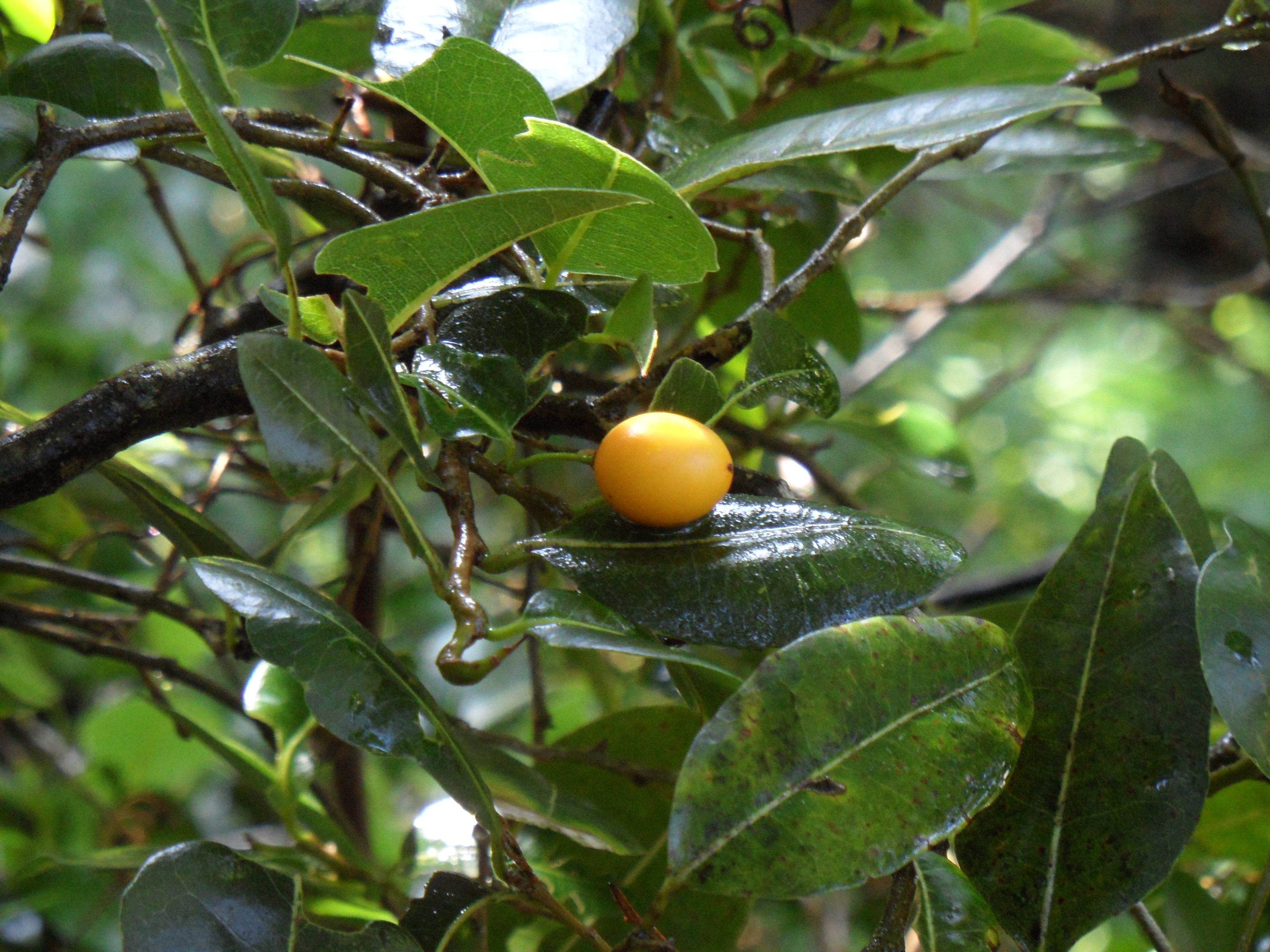
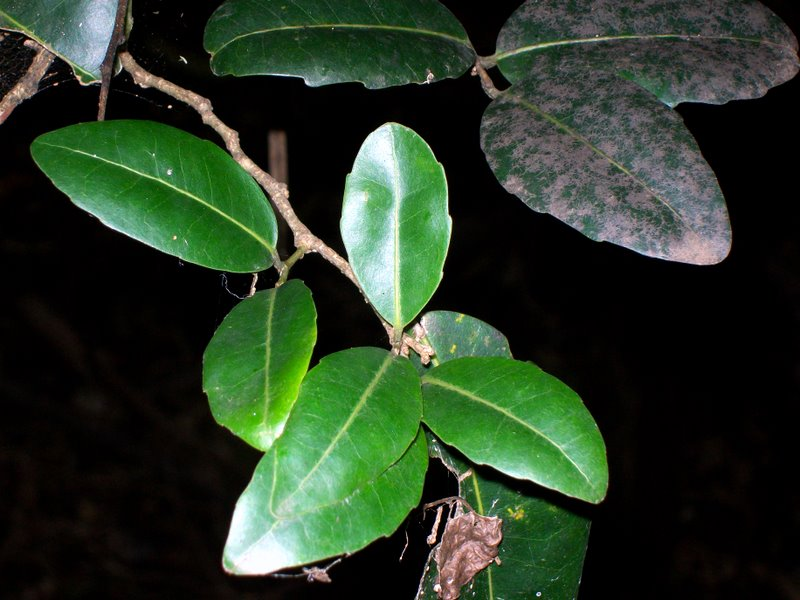